# Font del Conill (Olot)
La Font del Conill és una obra d'Olot (Garrotxa) protegida com a bé cultural d'interès local.

## Descripció
És una font barroca de tres tubs que parteixen de tres màscares situades a tres dels quatre costats de la font que té forma quadrada. A la part superior es va fent estreta, creant un altre cos més estret i allargat. Reformada el 1900, s'assembla a la font de l'Àngel d'Olot i és comparable amb monuments del tipus de l'Obelisc barroc barceloní.

## Història
Entre la segona meitat del segle xvii i el XVIII es realitzaren diverses fonts: la font del Conill, restaurada el 1900, i la font de l'Àngel, restaurada el 1892. Totes dues són de dimensions molt petites.